# تفاف زيتي
التِفاف الزيتي   أو أم الحليب  أو الجعضيض الزيتي أو الحوى أو لبان أو جعضيض أو عضيد أو حوا كلاب أو حضيد أو جلوين نوع نباتي حولي يتبع جنس التِفاف من الفصيلة النجمية.

## البيئة والانتشار
موطنه بلاد الشام والعراق، وكثير من آسيا وأوروبا، ولكنه انتشر في كل أنحاء العالم.

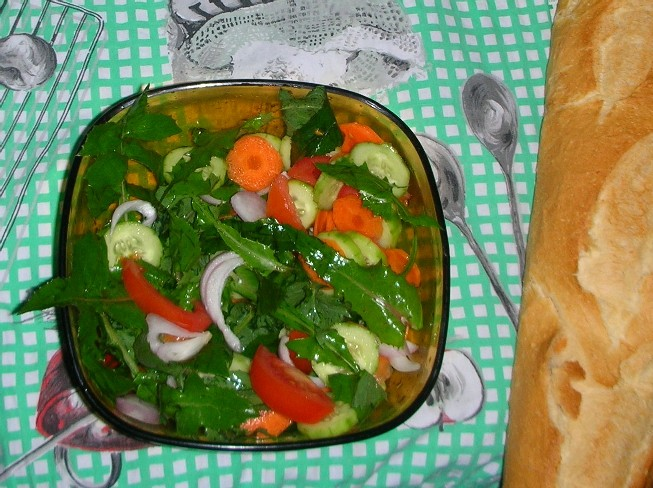
سلطة تحتوي على اوراق تفاف زيتي